# Laura Fraser
Laura Fraser (Glasgow, 24 luglio 1975) è un'attrice britannica.

## Biografia
Laura Fraser nasce a Glasgow, in Scozia, il 24 luglio 1975, figlia di Rose, insegnante universitaria ed infermiera, e di Alistair Fraser, scrittore cinematografico e uomo d'affari. Ha frequentato la Hillhead High School ed è membro dello Scottish Youth Theatre. Si è in seguito laureata alla Royal Scottish Academy of Music and Drama.

### Carriera
Il suo primo ruolo è quello della maga Door nella serie della BBC scritta da Neil Gaiman dal nome Neverwhere nel 1996. Recita anche nel film della BBC The Tribe, con Joely Richardson and Anna Friel nel 1998, ed interpreta nel 1999 Lavinia nel film Titus, della regista Julie Taymor. Ha fatto apparizioni in Il destino di un cavaliere e in Vanilla Sky e ha interpretato vari ruoli in serie drammatiche della BBC, tra cui He Knew He Was Right (2004), Casanova (2005) e Reichenbach Falls (2007). Ha recitato nella parte di una delle protagoniste nella commedia inglese del 2006 Nina's Heavenly Delights e ha ottenuto il ruolo di protagonista nella serie della ITV Talk to Me nel ruolo di Claire Bellington.
La Fraser ha girato nel 2010 la prima serie di Lip Service della BBC. Nel 2012 entra a far parte del cast della serie televisiva Breaking Bad nel ruolo della sospettosa e guardinga Lydia Rodarte-Quayle, ruolo che riprenderà a partire dalla terza stagione del suo spin-off Better Call Saul.

## Vita privata
Fraser è sposata dal 2003 con l'attore statunitense di origini irlandesi Karl Geary, da cui ha avuto una figlia, Lila. La coppia risiede a Glasgow.
È astemia.

## Filmografia

### Cinema
- Good Day for the Bad Guys, regia di Peter Mullan (1995) - cortometrraggio
- Small Faces, regia di Gillies MacKinnon (1996)
- Paris, Brixton, regia di Jeremy Wooding (1997) - cortometrraggio
- Left Luggage, regia di Jeroen Krabbé (1998)
- La maschera di ferro (The Man in the Iron Mask), regia di Randall Wallace (1998)
- La cugina Bette (Cousin Bette), regia di Des McAnuff (1998)
- Divorcing Jack, regia di David Caffrey (1998)
- Virtual Sexuality, regia di Nick Hurran (1999)
- The Match, regia di Mick Davis (1999)
- Che fine ha fatto Harold Smith? (Whatever Happened to Harold Smith?), regia di Peter Hewitt (1999)
- Titus, regia di Julie Taymor (1999)
- Kevin & Perry a Ibiza (Kevin & Perry Go Large), regia di Ed Bye (2000)
- Il destino di un cavaliere (A Knight's Tale), regia di Brian Helgeland (2001)
- Vanilla Sky, regia di Cameron Crowe (2001)
- Coney Island Baby, regia di Amy Hobby (2003)
- Sotto massima copertura - Den of Lions (Den of Lions), regia di James Bruce (2003)
- 16 Years of Alcohol, regia di Richard Jobson (2003)
- That Old One, regia di James Henry (2003) - cortometraggio
- Devil's Gate, regia di Stuart St. Paul (2003)
- Land of the Blind, regia di Robert Edwards (2006)
- The Flying Scotsman, regia di Douglas Mackinnon (2006)
- Nina's Heavenly Delights, regia di Pratibha Parmar (2006)
- The Passion, regia di Judy Reyes (2007) - cortometraggio
- Ragazzi miei (The Boys Are Back), regia di Scott Hicks (2009)
- Cuckoo, regia di Richard Bracewell (2009)
- Voices, regia di Adam Campbell (2009) - cortometraggio
- You Were Perfectly Fine, regia di Karl Geary (2010) - cortometraggio
- Flutter, regia di Giles Borg (2011)
- Mai lontano da qui (Wish You Well), regia di Darnell Martin (2013)
- Castles in the Sky, regia di Gillies MacKinnon (2014)
- The Sisterhood of Night, regia di Caryn Waechter (2014)
- I Am Not a Serial Killer, regia di Billy O'Brien (2016)
- Man with Van, regia di Ed Blythe (2017)
- In the Cloud, regia di Robert Scott Wildes (2018)

### Televisione
- Summer of Love, regia di Peter Domankiewicz (1997)
- The Investigator, regia di Chris Oxley (1997)
- The Tribe, regia di Stephen Poliakoff (1998)
- Canto di Natale (A Christmas Carol), regia di David Hugh Jones (1999)
- Forgive and Forget, regia di Aisling Walsh (2000)
- Station Jim, regia di John Roberts (2001)
- Angeli d'acciaio (Iron Jawed Angels), regia di Katja von Garnier (2004)
- Reichenbach Falls, regia di John McKay (2007)
- Florence Nightingale, regia di Norman Stone (2008)
- No Holds Bard, regia di Brian Kelly (2009)
- Cocked, regia di Jordan Vogt-Roberts (2015)
- Peter and Wendy, regia di Diarmuid Lawrence (2015)

### Serie TV
- Taggart – serie TV, episodi 12x2 (1996)
- Casualty – serie TV, episodi 10x19 (1996)
- Neverwhere – serie TV, 6 episodi (1996)
- He Knew He Was Right – serie TV, 4 episodi (2004)
- Conviction – serie TV, 6 episodi (2004)
- Casanova – serie TV, 3 episodi (2005)
- Talk to Me – serie TV, 4 episodi (2007)
- The Passion (2008)
- Single Father – serie TV, 4 episodi (2010)
- Lip Service – serie TV, 8 episodi (2010-2012)
- Breaking Bad – serie TV, 12 episodi (2012-2013)
- Black Box – serie TV, 13 episodi (2014)
- Forever – serie TV, episodio 1x10 (2014)
- Law & Order: Unità Speciale (Law & Order: Special Victims Unit) – serie TV, episodio 16x18 (2015)
- The Magicians – serie TV, episodio 1x01 (2015)
- Houdini and Doyle – serie TV, episodio 1x02 (2016)
- One of Us – serie TV, 4 episodi (2016)
- The Missing – serie TV, 8 episodi (2016)
- The Loch – serie TV, 6 episodi (2017)
- Better Call Saul – serie TV, 4 episodi (2017-2020)
- Traces – serie TV, 12 episodi (2019-in corso)

## Doppiatrici italiane
Nelle versioni in italiano delle opere in cui ha recitato, Laura Fraser è stata doppiata da:
- Barbara De Bortoli in Virtual Sexuality, Ragazzi miei, Breaking Bad, Better Call Saul
- Ilaria Latini in Lip Service, Law & Order - Unità vittime speciali
- Eleonora De Angelis in Il destino di un cavaliere
- Ilaria Stagni in Titus
- Laura Lenghi in Angeli d'acciaio
- Marisa Della Pasqua in 16 Years of Alcohol
- Valentina Mari in Che fine ha fatto Harold Smith?